# Jack Green (musicus)
Jack Green (Glasgow, 12 maart 1951 – 18 april 2024) was een Schotse songwriter, gitarist, zanger en filmproducent. Hij speelde onder meer in Marc Bolan & T. Rex en The Pretty Things. In de jaren tachtig bracht hij solo-albums uit en sinds de eeuwwisseling speelde hij in enkele lokale bands. Op het eiland Wight heeft hij een kleine filmproductiemaatschappij.

## Biografie

### Jonge jaren
Green ging al op zestienjarige leeftijd in de muziekindustrie aan het werk toen hij een contract tekende met een muziekuitgever in Londen. Hier schreef hij liedjes die op de Nederlandse en Duitse markt verschenen. Een voorbeeld hiervan is Blue horizon dat hij met Jay Laray Collins schreef en werd uitgegeven door de Nederlandse band The Cats (Colour us gold, 1969) en een jaar later op de B-kant terechtkwam van Shakin' all over (1970) van de Duitse band The Lords.
Hij acteerde in opvoeringen van de musical Hair in het West End Theatre en formeerde de band Sunshine met artiesten uit die musical. De band bracht in 1972 één, gelijknamige elpee uit bij Warner Brothers Records.

### T. Rex, The Pretty Things en andere bands
In 1973 speelde hij rond een half jaar voor Marc Bolan & T. Rex en vanaf 1974 voor The Pretty Things. Zijn vele bijdragen aan het album Silk torpedo (1974) werden bijna niet op zijn naam verantwoord, terwijl dit album favoriet is onder veel critici en fans van The Pretty Things. Met deze band toerde hij een jaar of vier de wereld rond. Verder nam hij werk op met de Brits-Amerikaanse band Rainbow en schreef hij voor artiesten als Roger Daltrey. Ook richtte hij nog een eigen band op, Metropolis, die naast eigen fans ook die van T. Rex aantrok.

### Solocarrière vanuit Canada
Vervolgens verhuisde hij naar Canada, waar hij in de jaren tachtig verschillende soloalbums uitbracht. Voor het album Humanesque ontving hij dubbel platina in Canada. Hier en in  Australië en Japan kende hij op dat moment de meeste populariteit.
Zijn fanclub noemt zich The Jack Green Appreciation Society. Hij wordt onder meer gewaardeerd vanwege zijn bijzondere gitaarspel; de wijze waarop hij zijn riffs speelt werd lange tijd niet doorgrond door veel fans. Maar ook spreken zijn intense stemgeluid en oprechte songteksten tot de verbeelding.

### Isle of Wight
Hierna was hij gedurende twaalf jaar in Spanje. Vervolgens vertrok hij naar Wight, een eiland dat tegen de zuidkust van Engeland aanligt. Hier richtte hij The Jack Green Band op waarmee hij veelvuldig langs de zuidkust optrad. Nadat hij enkele oud-leden trof van T-Rex, richtten ze T-Rex the Band op. Met deze formatie toerde hij vervolgens twee jaar lang.
In 2000 ging hij voor een bedrijf op Wight aan de slag als filmmonteur en daarna zette hij zijn eigen kleine filmproductiemaatschappij op met de naam Studio 9 Video Production. Hij maakt allerlei filmmateriaal, zoals bedrijfsfilms, documentaires en muziekclips. In de zomer van 2006 maakte hij de winnende film voor de nominatie voor de Island Games waarin hij een interview had opgenomen met de oud-atleet en sportbestuurder Sebastian Coe. Mede door zijn film werden de games naar Wight gehaald.
Na lange tijd bracht hij in 2010 weer een nieuw solo-album uit, getiteld A night in Morocco.
Green overleed op 18 april 2024 op 73-jarige leeftijd.

## Discografie

### Albums
- 1980: Humanesque
- 1981: Reverse logic
- 1981:  RCA special radio series vol. VIII
- 1983: Mystique
- 1986: Latest game
- 2010:  A night in Morocco

### Singles
- 1980: This is Japan
- 1980: Murder / Can't stand it
- 1980: Factory girl / Murder (promo)
- 1980: Babe / This is Japan
- 1980: Murder
- 1981: When I was young / Promises

- Bibliothèque nationale de France: cb138946969 (data)
- International Standard Name Identifier: 0000 0001 1594 2584
- Library of Congress Control Number: no2013094232
- MusicBrainz: ada2b416-890a-4c12-a4a9-b47447dec780
- Nationale Bibliotheek van Israël: 987007354007605171
- SNAC: w6d616mj